# 연짱아빠
『연짱아빠』(일본어: 連ちゃんパパ 렌챤파파[*])는 아리마 타케시가 그린 일본의 만화 작품이다.
1994년 봄경부터 1997년 가을경까지 타츠미출판의 『파치프로 세븐』이라는 파칭코 잡지에 연재되었다. 성실한 교사였던 주인공이 파칭코에 빠져들면서 구제할 수 없는 비열한으로 타락해가는 인생을 묘사하는 피카레스크물이다.